# Mohammad Mustafa
Mohammad Ali Mustafa (29 de outubro de 1989) é um futebolista jordaniano que atua como defensor.

## Carreira
Mohammad Mustafa representou a Seleção Jordaniana de Futebol na Copa da Ásia de 2015.